# Brachystelma barberae
Brachystelma barberae är en oleanderväxtart som beskrevs av William Henry Harvey och Joseph Dalton Hooker. Brachystelma barberae ingår i släktet Brachystelma och familjen oleanderväxter. Inga underarter finns listade i Catalogue of Life.